# Guerra de los stops

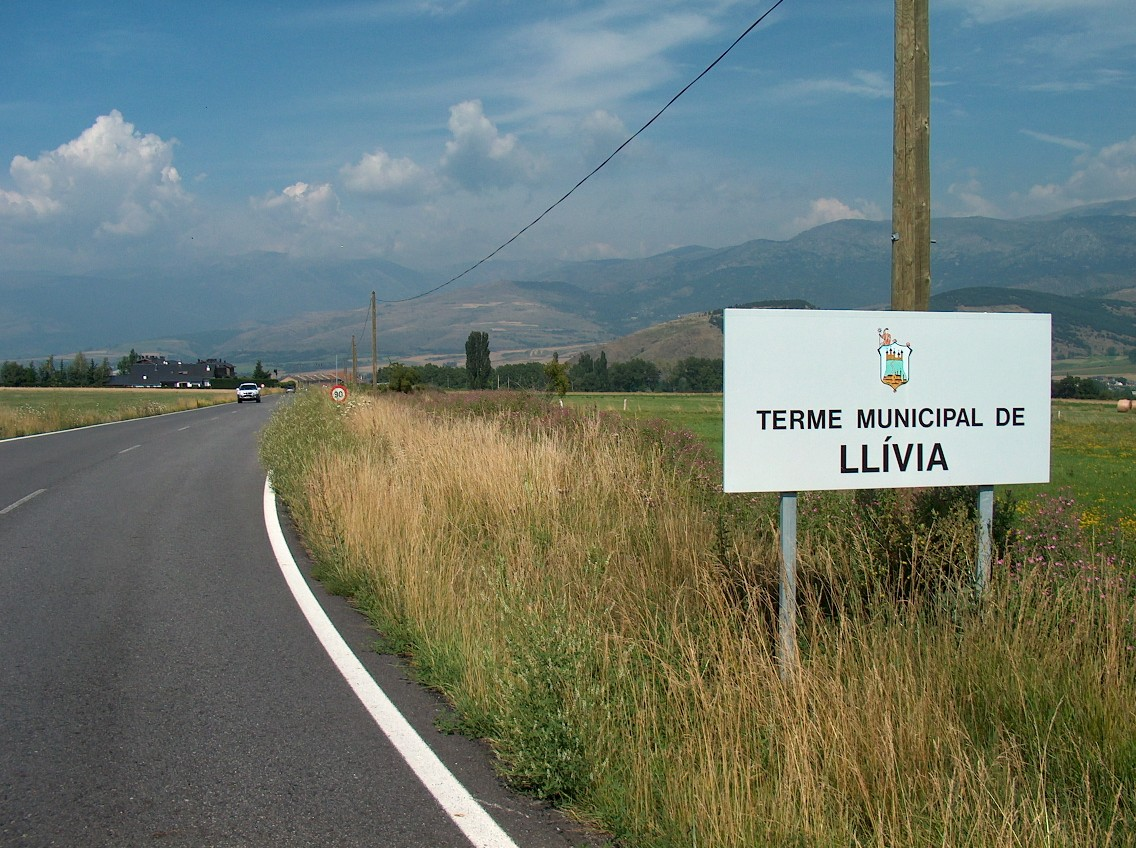
Entrada en España (término municipal de Llivia) procedente de Francia

La «guerra de los stops» fue un suceso acaecido entre principios de la década de 1970 y la de 1980 en la carretera francesa D68, que une por territorio de ese país la villa y exclave español de Llivia con Puigcerdá.
Llivia es un municipio español de la provincia de Gerona que se encuentra rodeado enteramente por territorio francés desde la firma del Tratado de los Pirineos (1660). Tras el tercer Tratado de límites de Bayona, firmado en 1866, se estableció que el camino —hoy carretera— que unía Llivia y Puigcerdá sería de «libre circulación» para facilitar el paso a unas tierras de pastoreo que la villa poseía (y todavía hoy posee) en territorio francés.

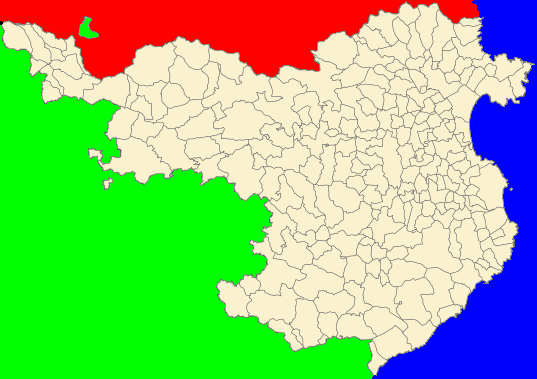
Situación de Llivia (en verde) rodeado de territorio francés (en rojo) en crudo el resto de la provincia de Gerona y también en verde el resto del territorio español

Cuando a principios de los años 1970 el gobierno francés construyó dos carreteras que cruzaban la de Llivia a Puigcerdá, puso varios señales de detención obligatoria que obligaban a parar a los que circulaban por esta última vía y ceder el paso a los que circulaban por las otras dos. Desde ese momento, los llivienses, haciendo una interpretación literal de la «libre circulación» pactada siglos antes entre los dos Estados, arrancaban continuamente las señales de stops (incluso durante varios días seguidos) a lo largo de todos esos años. Finalmente, a principios de los años 1980, el Gobierno español financió la construcción de un puente, cuyo mantenimiento es a costa de Francia, sobre la carretera, en una de las intersecciones, y en el otro cruce el gobierno francés cedió el paso a los que circulaban por la carretera N-154 (o D68 francesa). En 2001, se construyó una rotonda que aparentemente ha terminado definitivamente con la «guerra», a pesar de que los que circulan por la D68 deben seguir cediendo el paso al entrar en la rotonda, según las normas generales de circulación.
La carretera objeto de disputa estuvo vedada a vehículos que no tuvieran matrícula española hasta 1995, cuando entró en vigor el Tratado de Schengen.